# Chvalkovice (district de Vyškov)
Pour les articles homonymes, voir Chvalkovice.
Chvalkovice (en allemand : Chwalkowitz) est une commune du district de Vyškov, dans la région de Moravie-du-Sud, en République tchèque. Sa population s'élevait à 247 habitants en 2020.

## Géographie
Chvalkovice se trouve à 14 km au sud-est de Vyškov, à 37 km à l'est de Brno et à 217 km au sud-est de Prague.
La commune est limitée par Švábenice au nord, par Nemochovice à l'est, par Dobročkovice au sud, par Uhřice au sud-ouest et par Hvězdlice au nord-ouest.

## Histoire
La première mention écrite de la localité date de 1358.

## Patrimoine
|  |  |